# Вуксанович, Драгиня
Драгиня Вуксанович (черног.  Draginja Vuksanović; род. 7 апреля 1978, Бар, Социалистическая Республика Черногория, Югославия) — черногорский юрист, политический деятель и профессор права в Университете Черногории. Действующий депутат парламента Черногории и бывший председатель Социал-демократической партии Черногории. На президентских выборах в Черногории 2018 года она стала первой в истории страны женщиной-кандидатом в президенты, заняв при этом в итоге третье место.

## Биография
Вуксанович окончила юридический факультет Университета Черногории в 2000 году, получив степень магистра в 2005 году, а докторскую степень — в 2011 году в этом же университете. Работала профессором юридического факультета и факультета драматического искусства Университета Черногории. Владеет французским и английским языками, а также использует итальянский и испанский.

## Политическая карьера
Драгиня Вуксанович является членом Социал-демократической партии Черногории (СДП) и депутатом скупщины Черногории с 2012 года. В 25-м созыве парламента Черногории она занимала пост председателя законодательного комитета, являлась членом комитета по политической системе, судебной власти и администрации, комитета по гендерному равенству, а также членом комитета по образованию, науке, культуре и спорту. С 2013 по 2017 год Вуксанович входила в состав делегации Парламента Черногории в Парламентской ассамблее Совета Европы (ПАСЕ), где была назначена членом комитета по юридическим вопросам и правам человека, членом подкомитета по правам человека, подкомитета по преступности и терроризму, заместителем члена комитета по культуре, науке, образованию и СМИ и подкомитета по образованию, молодёжи и спорту. По итогам парламентских выборов в Черногории 2016 года избрана депутатом скупщины Черногории 26-го созыва. В марте 2018 года Вуксанович объявила о своём участии в предстоящих президентских выборах. Она была выдвинута Социал-демократической партией и позже поддержана партией «ДЕМОС», став, тем самым, первой женщиной-кандидатом в президенты в истории Черногории. Вуксанович заняла третье место на выборах, набрав 8,2% голосов избирателей.
29 июня 2019 года Вуксанович была избрана председателем Социал-демократической партии Черногории, в результате чего стала единственной на то время женщиной, возглавлявшей черногорскую политическую партию. Подала в отставку после низких показателей на выборах 2020 года.